# 대한민국 민법 제812조
대한민국 민법 제812조는 혼인의 성립에 대한 민법 가족법 조문이다.

## 조문
제812조(혼인의 성립) ① 혼인은 「가족관계의 등록 등에 관한 법률」에 정한 바에 의하여 신고함으로써 그 효력이 생긴다.  <개정 2007.5.17.>
②전항의 신고는 당사자 쌍방과 성년자인 증인 2인의 연서한 서면으로 하여야 한다.

第812條(婚姻의 成立) ① 婚姻은 「가족관계의 등록 등에 관한 법률」에 定한 바에 依하여 申告함으로써 그 效力이 생긴다.  <개정 2007.5.17.>
②前項의 申告는 當事者 雙方과 成年者인 證人 2人의 連署한 書面으로 하여야 한다.

## 참고 문헌
- 오현수, 일본민법, 진원사, 2014. ISBN 9788963463452
- 오세경, 대법전, 법전출판사 , 2014 ISBN 9788926210277
- 이준현 , LOGOS 민법 조문판례집, 미래가치, 2015. ISBN 9791155020869

## 같이 보기
- 혼인